# Resolutie 2253 Veiligheidsraad Verenigde Naties
Resolutie 2253 van de Veiligheidsraad van de Verenigde Naties is een door de Verenigde Staten en Rusland opgestelde resolutie die op 17 december 2015 unaniem werd aangenomen in de VN-Veiligheidsraad. De resolutie specificeerde dat de sancties die reeds van kracht waren tegen Al Qaida ook golden voor IS en somde de criteria op volgens dewelke personen en organisaties op de sanctielijst terecht konden komen. Ook werden landen gevraagd om strenger op te treden om de financiering van terreurgroepen af te snijden.

## Achtergrond
In de nasleep van de terreuraanslagen op 11 september 2001 waren sancties opgelegd tegen Al Qaida, dat de aanslagen had gepleegd, en de Taliban, die destijds Afghanistan bestuurden en Al Qaida steunden. De sancties hielden de bevriezing van banktegoeden, een inreisverbod en een wapenembargo in. In 2011 werden de sancties tegen beide groeperingen losgekoppeld en kreeg Al Qaida een eigen sanctieregime.

## Inhoud
Aangezien Islamitische Staat een splintergroep van Al Qaida was, viel eenieder die IS steunde ook onder Al Qaida's sanctieregime. Er werd beslist dat de sanctielijst voortaan dan ook IS en Al Qaida-sanctielijst zou heten. Op alle lidstaten werd aangedrongen mee te werken aan het bijwerken van deze sanctielijst. Het mandaat van de ombudsman die aanvragen tot schrapping van de lijst behandelde werd met twee jaar verlengd, net als dat van het waarnemingsteam dat toezag op de sancties.
IS en Al Qaida bleven profiteren van wapen-, mensen- en drugshandel, de handel in cultureel erfgoed, die in delfstoffen en losgeld van ontvoeringen. Zoals ook al in resolutie 2249 was bepaald moesten deze vormen van financiering van terrorisme worden afgesneden. De lidstaten werden opgeroepen om daartoe strenger op te treden en de richtlijnen van de Financial Action Task Force (FATF) op te volgen. Deze organisatie werd in 1989 opgericht door de leden van de G7 om financiële regels op te stellen om witwasoperaties en de financiering van terrorisme tegen te gaan. Ook was het van belang dat landen relevante informatie met elkaar deelden.
Ook moest voorkomen worden dat NGO's en liefdadigheidsorganisaties misbruikt werden voor terrorisme en dat wapens werden geleverd aan terreurgroepen. Men was ontevreden over de uitvoering van de resoluties 1267 uit 1999, 1989 uit 2011 en 2199, en met name de gebrekkige informatie die de lidstaten opgaven inzake de maatregelen die ze hadden getroffen om de opgelegde sancties in praktijk te brengen. De landen werden specifiek gevraagd te rapporteren over tegengehouden leveringen van olie, afgeleide producten en raffinagematerieel van of aan IS of het al-Nusra, en het gevolg dat eraan was gegeven.
Verder baarden de grote stroom internationale recruten naar IS en Al Qaida, en de rol die het internet daarbij speelde, grote zorgen.

## Verwante resoluties
- Resolutie 2195 Veiligheidsraad Verenigde Naties (2014)
- Resolutie 2249 Veiligheidsraad Verenigde Naties

Lijst ·  2196 ·  2197 ·  2198 ·  2199 ·  2200 ·  2201 ·  2202 ·  2203 ·  2204 ·  2205 ·  2206 ·  2207 ·  2208 ·  2209 ·  2210 ·  2211 ·  2212 ·  2213 ·  2214 ·  2215 ·  2216 ·  2217 ·  2218 ·  2219 ·  2220 ·  2221 ·  2222 ·  2223 ·  2224 ·  2225 ·  2226 ·  2227 ·  2228 ·  2229 ·  2230 ·  2231 ·  2232 ·  2233 ·  2234 ·  2235 ·  2236 ·  2237 ·  2238 ·  2239 ·  2240 ·  2241 ·  2242 ·  2243 ·  2244 ·  2245 ·  2246 ·  2247 ·  2248 ·  2249 ·  2250 ·  2251 ·  2252 ·  2253 ·  2254 ·  2255 ·  2256 ·  2257 ·  2258 ·  2259